# بريدجيت أرمسترونغ
بريدجيت أرمسترونغ (بالإنجليزية: Bridgette Armstrong)‏ (9 نوفمبر 1992 بأوكلاند في نيوزيلندا - ) هي لاعبة كرة قدم نيوزلندية في مركز الدفاع. شاركت مع منتخب نيوزيلندا تحت 17 سنة للسيدات لكرة القدم ‏ ومنتخب نيوزيلندا تحت 20 سنة للسيدات لكرة القدم ‏ ومنتخب نيوزيلندا الوطني لكرة القدم للنساء. أما مع النوادي، فقد لعبت مع Glenfield Rovers ‏.

## وصلات خارجية
- بريدجيت أرمسترونغ على موقع الاتحاد الدولي (مؤرشف)  (الإنجليزية)
- بريدجيت أرمسترونغ على موقع قاعدة بيانات كرة القدم.إي يو (الإنجليزية)